# Зограф (часопис)
Зограф је српски научни часопис за средњовековну уметност основан 1966. године који објављује Институт за историју уметности (Филозофски факултет Универзитета у Београду).

## О часопису
Зограф представља српску периодичну публикацију посвећену проучавању средњовековне уметности, то јест разматрању старог српског сликарства, архитектуре, скулптуре и примењене уметности. Уједно, један је од најзначајнијих медиевистичких часописа из области историје уметности у свету.

### Историјат
Прва свеска часописа изашла је 1966. године у издању Галерије фресака у Београду. Часопис Зограф био је замишљен најпре као повремена, а потом периодична публикација посвећена првенствено старом српском сликарству  у којој неће бити запостављено ни разматрање средњовековне архитектуре, скулптуре и примењене уметности.  Након што је 1972. године Галерија фресака удружила публиковање часописа са Институтом за историју уметности Филозофског факултета у Београду, наредне, 1973. издавање Зографа препуштено је поменутом Институту у чијем се издању часопис објављује од петог броја (1974) до данас. Од 1974. године у часопису почињу да се објављују радови на страним језицима, те увећава број домаћих и страних сарадника, као и број објављиваних чланака у појединим свескама. Зограф постаје најугледнији српски научни часопис из области историје уметности. Од двадесет осме свеске часописа (2000—2001) у његову редакцију укључују се и еминентни страни научници. Зограф данас припада групи међународних часописа и укључен је у Web of Science, у Arts and Humanities Citation Index, као први српски часопис из области хуманистичких наука.

### Периодичност излажења
Часопис се публикује са једним бројем годишње.

## Уредници
- Светислав Мандић (1966-1969)
- Аника Сковран и Милан Ивановић (1972)
- Војислав Ј. Ђурић (1974-1995)
- Бранислав Тодић (1996)
- Војислав Кораћ (1997)
- Марица Шупут (1998—1999)
- Иван М. Ђорђевић (2000—2005)
- Гојко Суботић (2006—2007)
- Миодраг Марковић (2008—2014)
- Миодраг Марковић и Драган Војводић (2015)
- Драган Војводић (2016-)

## Аутори прилога
У часопису радове објављују угледни српски и страни медиевисти.

## Теме
- Историја уметности
- Историја
- Археологија
- Етнологија

## Електронски облик часописа
Часопис се публикује у штампаном и електронском облику. Електронски облик часописа је у отвореном приступу.

## Индексирање у базама података
- Web of Science,  Arts and Humanities Citation Index
- Scopus
- DOI Serbia[4]
- DOAJ[5]